# Medicina Plinii
Medicina Plinii (en latin La Médecine de Pline) ou Breviarium Plinii (L'Abrégé de Pline) sont les noms usuels d'une compilation médicale latine de l'Antiquité tardive, organisée en trois livres, donnant 1 153 recettes de médicaments ou descriptions de traitements tirées dans leur grande majorité de l'Histoire naturelle de Pline l'Ancien (dans les livres XX à XXXII). Les manuscrits l'attribuent à un « Plinius Secundus Junior » qui n'est sûrement pas Pline le Jeune. Elle est citée par Marcellus Empiricus (début du Ve siècle), qui lui emprunte environ 400 recettes, et donc date au plus tard du IVe siècle.
Dans la préface, l'auteur se présente comme un homme qui n'est pas un médecin de profession mais qui voyage beaucoup et doit se garder des charlatans trop nombreux dont on peut être victime dans cette situation (« Frequenter mihi in peregrinationibus accidit ut propter meam aut propter meorum infirmitatem varias fraudes medicorum experiscerer ») ; il a donc voulu rassembler « de partout » des remèdes pour faire face à tous les syndromes possibles (« Quapropter necessarium mihi visum est ut undique valetudinis auxilia contraherem et velut breviario colligerem ») ; en fait, il a essentiellement puisé dans l'Histoire naturelle de Pline. Ensuite, dans les livres I et II, les remèdes proposés sont organisés, selon l'usage, dans l'ordre des parties du corps affectées, « a capite ad calcem » (« de la tête aux pieds »), c'est-à-dire des maux de tête aux cors de pied. Le livre III est consacré à ce qui affecte l'ensemble du corps (fièvres, maladies de peau, empoisonnements) ou n'importe quelle partie (morsures d'animaux). Les recettes sont en général simples et peu précises (sans indication des quantités des ingrédients). Certaines (près du quart) relèvent clairement de la magie.
Cette pharmacopée a été très répandue au Moyen Âge. On peut diviser les manuscrits qui nous la transmettent en deux familles, l'une donnant la compilation originale, l'autre, appelée aussi Physica Plinii, correspondant à des remaniements ou des élargissements. La Physica Plinii Bambergensis (de manuscrits de Bamberg), qui date du haut Moyen Âge, offre la particularité de ne plus comporter la division en trois livres. La Physica Plinii Sangallensis (du manuscrit n° 751 de l'abbaye de Saint-Gall) date du VIe  ou du VIIe siècle et se caractérise par l'interpolation d'un grand nombre de formules incantatoires. La Physica Plinii Eporediensis (c'est-à-dire d'Ivrée), qui date du XIe siècle, est fragmentaire. La Physica Plinii Florentino-Pragensis, qui date du XIIIe  ou du XIVe siècle, est une compilation plus vaste en cinq livres, annexant les Medicinæ ex oleribus et pomis de Quintus Gargilius Martialis et le Liber diætarum diversorum medicorum (tiré essentiellement d'une traduction latine d'Alexandre de Tralles).
Sous le titre de Medicina Plinii, Tommaso Pighinucci fit imprimer en fait, comme edition princeps, la Physica Plinii Florentino-Pragensis (Rome, chez Étienne Guillery, 1509, in-fol.). Dans son volume De re medica, Alban Thorer reprend le texte de Pighinucci en le retouchant d'après un manuscrit de la Medicina Plinii (Bâle, Andreas Cratander, 1528, in-fol., fol. 12r-81v). C'est cette dernière édition qui est réimprimée dans les Medici antiqui omnes (Venise, Aldes, 1547, in-fol., fol. 164r-201v). 
Au XVIe siècle également, on commença à appeler l'auteur de la compilation Plinius Valerianus (« Pline Valérien »), nom de médecin repéré par Paul Jove sur une inscription de Côme (la ville natale de Pline l'Ancien et de Pline le Jeune) : voir De romanis piscibus, Rome, 1524, § 35. Hypothèse totalement gratuite et non pertinente, mais ce nom d'auteur est resté longtemps dans l'usage.

## Éditions modernes
- Valentin Rose (éd.), Plinii Secundi quæ fertur una cum Gargili Martialis Medicina, Leipzig, Teubner, 1875.
- Alf Önnerfors (éd.), Plinii Secundi Iunioris qui feruntur de medicina libri tres, Berlin, Akademie-Verlag, 1964.
- Alf Önnerfors (éd.), Physica Plinii Bambergensis (Cod. Bamb. med. 2, fol. 93v-232r), Hildesheim, Georg Olms, 1975.